# Wheeling (West Virginia)
Wheeling is een plaats (city) in de noordelijke panhandle van de Amerikaanse staat West Virginia. Het grootste deel van de stad ligt in Ohio County, waarvan Wheeling de hoofdstad is; de rest van de stad behoort tot Marshall County.

## Demografie
Bij de volkstelling in 2000 werd het aantal inwoners vastgesteld op 31.419. In 2006 is het aantal inwoners door het United States Census Bureau geschat op 29.330, een daling van 2089 (-6,6%).

## Geografie
Wheeling is gesticht op de plek waar de Wheeling Creek uitkomt in de rivier de Ohio. Op die plek bevindt zich nu het stadscentrum. Andere wijken bevinden zich op de oostoever van de Ohio en op een eiland in die rivier, Wheeling Island.
Volgens het United States Census Bureau beslaat de plaats een oppervlakte van 40,9 km², waarvan 36,0 km² land en 4,9 km² water. Wheeling ligt op ongeveer 214 meter boven zeeniveau.

## Religie
Sinds 1850 is Wheeling de zetel van een rooms-katholiek bisdom.

## Geboren
- Chu Berry (1910-1941), jazzsaxofonist en -componist
- Everett Lee (1916-2022), dirigent
- Chuck Howley (1936), Americanfootballspeler

## Plaatsen in de nabije omgeving
De onderstaande figuur toont nabijgelegen plaatsen in een straal van 8 km rond Wheeling.